# Canal de Jamaica
El canal de Jamaica es un estrecho que separa las islas de Jamaica y parte haitiana de La Española, en el mar Caribe. 
Al norte de él está el paso de los Vientos, que conecta el mar Caribe con el océano Atlántico Norte. 
Debido a su ubicación cerca de 1000 kilómetros (620 millas) al noreste del canal de Panamá, el de Jamaica es una vía marítima principal. 
El estrecho es de alrededor de 190 kilómetros (120 millas) de ancho, con profundidades de hasta 1200 metros (3900 pies).
- Datos: Q1512419